# Jugoslawische Fußballnationalmannschaft der Frauen
Die jugoslawische Fußballnationalmannschaft der Frauen war ein von 1972 bis 1992 existentes Nationalteam.

## Geschichte
Das erste Länderspiel bestritten die jugoslawischen Frauen am 25. Mai 1972 gegen Italien. Italien war auch der häufigste Gegner, in 10 Spielen (davon nur fünf von der FIFA anerkannt) standen sich beide Mannschaften gegenüber. 
Die Mannschaft nahm 1978 an einem Turnier in Pescara und 1991 am „4th Grand Hotel Varna Tournament“ teil, aber erst 1992 an der Qualifikation für eine Europameisterschaft. 
Das letzte Länderspiel fand im Rahmen der Qualifikation für die EM 1993 am 28. Mai 1992 gegen Deutschland aufgrund der Konflikte in Jugoslawien in der bulgarischen Hauptstadt Sofia statt und wurde mit 0:3 verloren. Das Rückspiel in Deutschland wurde dann aufgrund des Jugoslawienkrieges nicht ausgetragen und Deutschland zum Gruppensieger erklärt. Erst 1995 trat eine Fußballnationalmannschaft der Frauen der Bundesrepublik Jugoslawien wieder zu Länderspielen an.

## Internationale Wettbewerbe

### Europameisterschaften
- Fußball-Europameisterschaft der Frauen 1984: nicht teilgenommen
- Fußball-Europameisterschaft der Frauen 1987: nicht teilgenommen
- Fußball-Europameisterschaft der Frauen 1989: nicht teilgenommen
- Fußball-Europameisterschaft der Frauen 1991: nicht teilgenommen
- Fußball-Europameisterschaft der Frauen 1993: ausgeschlossen wegen des Jugoslawienkrieges

## Spiele gegen Nationalmannschaften deutschsprachiger Länder
- 2. August 1978: Jugoslawien – Schweiz 2:0 in Pescara (Italien)
- 28. Mai 1992: Jugoslawien -Deutschland 0:3 in Sofia (Bulgarien)